# Channel One Cup 2014
47. edycja turnieju Channel One Cup została rozegrana w dniach 18-21 grudnia 2014 roku. Wzięły w nim udział cztery reprezentacje: Czech, Szwecji, Finlandii i Rosji. Każdy zespół rozegrał po trzy spotkania, łącznie odbyło się sześć spotkań. Pięć meczów odbyło się w hali Pałac lodowy Bolszoj w Soczi, jeden mecz rozegrano w Pradze w hali O2 Arena.
Turniej był drugim, zaliczanym do klasyfikacji Euro Hockey Tour w sezonie 2014/2015.

## Terminarz
| 18 grudnia 2014 | Czechy | 4:6 | Szwecja | O2 Arena, Praga |

| Szczegóły      | Szczegóły                                                                            | Szczegóły       | Szczegóły | Szczegóły                                                                 |
| -------------- | ------------------------------------------------------------------------------------ | --------------- | --- | ------------------------------------------------------------------------- |
| Godzina: 18:30 | J. Kovář (EQ) 13:04 M. Birner (EQ) 13:56 R. Červenka (EQ) 23:56 O. Němec (PP2) 35:21 | (2:0, 2:3, 0:3) | 30:18 (EQ) P. Hersley 30:34 (EQ) P. Hersley 31:33 (PP) J. Fransson 43:17 (EQ) J. Fransson 54:56 (EQ) M. Janmark-Nylén 56:15 (EQ) A. Johnson | Widzów: 16 348 Sędzia główny: Antti Boman Sędziowie liniowi: Jari Levonen |
| Godzina: 18:30 | 16 min. kar                                                                          |                 | 9 min. kar | Widzów: 16 348 Sędzia główny: Antti Boman Sędziowie liniowi: Jari Levonen |

| 18 grudnia 2014 | Rosja | 2:0 | Finlandia | Ledowyj dworiec Bolszoj, Soczi |

| Szczegóły      | Szczegóły                                         | Szczegóły       | Szczegóły  | Szczegóły                                                                     |
| -------------- | ------------------------------------------------- | --------------- | ---------- | ----------------------------------------------------------------------------- |
| Godzina: 19:00 | J. Miedwiediew (PP) 19:04 S. Płotnikow (EQ) 59:43 | (1:0, 0:0, 1:0) |            | Widzów: 12 000 Sędzia główny: Vladimir Pesina Sędziowie liniowi: Martin Fraňo |
| Godzina: 19:00 | 10 min. kar                                       |                 | 6 min. kar | Widzów: 12 000 Sędzia główny: Vladimir Pesina Sędziowie liniowi: Martin Fraňo |

| 20 grudnia 2014 | Szwecja | 2:3 | Rosja | Ledowyj dworiec Bolszoj, Soczi |

| Szczegóły      | Szczegóły                                    | Szczegóły       | Szczegóły                                                            | Szczegóły                                                                     |
| -------------- | -------------------------------------------- | --------------- | -------------------------------------------------------------------- | ----------------------------------------------------------------------------- |
| Godzina: 14:00 | J. Ericsson (EQ) 24:06 P. Hersley (EQ) 28:14 | (0:0, 2:1, 0:1) | 04:57 (PP) A. Biełow 38:10 (PP) I. Kowalczuk 43:11 (EQ) I. Kowalczuk | Widzów: 10 100 Sędzia główny: Martin Fraňo Sędziowie liniowi: Vladimir Pesina |
| Godzina: 14:00 | 12 min. kar                                  |                 | 12 min. kar                                                          | Widzów: 10 100 Sędzia główny: Martin Fraňo Sędziowie liniowi: Vladimir Pesina |

| 20 grudnia 2014 | Finlandia | 3:2 pk. | Czechy | Ledowyj dworiec Bolszoj, Soczi |

| Szczegóły      | Szczegóły                                                           | Szczegóły                 | Szczegóły                               | Szczegóły                                                                             |
| -------------- | ------------------------------------------------------------------- | ------------------------- | --------------------------------------- | ------------------------------------------------------------------------------------- |
| Godzina: 18:00 | S. Lepistö (EQ) 19:02 S. Salminen (PP) 41:48 J. Donskoi (PEN) 60:00 | (1:0, 0:2, 1:0, 0:0, 1:0) | 23:43 (EQ) L. Radil 25:53 (EQ) D. Simon | Widzów: 4 686 Sędzia główny: Wiaczesław Bułanow Sędziowie liniowi: Siergiej Karabanow |
| Godzina: 18:00 | 8 min. kar                                                          |                           | 12 min. kar                             | Widzów: 4 686 Sędzia główny: Wiaczesław Bułanow Sędziowie liniowi: Siergiej Karabanow |

| 21 grudnia 2014 | Rosja | 3:2 | Czechy | Ledowyj dworiec Bolszoj, Soczi |

| Szczegóły      | Szczegóły                                                              | Szczegóły       | Szczegóły                              | Szczegóły                                                                     |
| -------------- | ---------------------------------------------------------------------- | --------------- | -------------------------------------- | ----------------------------------------------------------------------------- |
| Godzina: 14:00 | A. Kutuzow (EQ) 14:16 I. Grigorienko (EQ) 19:30 J. Jakowlew (EQ) 24:21 | (2:0, 1:1, 0:1) | 31:06 (PP) J. Kovář 47:38 (EQ) E. Hrňa | Widzów: 10 453 Sędzia główny: Mikael Sjöqvist Sędziowie liniowi: Marcus Linde |
| Godzina: 14:00 | 6 min. kar                                                             |                 | 6 min. kar                             | Widzów: 10 453 Sędzia główny: Mikael Sjöqvist Sędziowie liniowi: Marcus Linde |

| 21 grudnia 2014 | Finlandia | 3:2 pk. | Szwecja | Ledowyj dworiec Bolszoj, Soczi |

| Szczegóły      | Szczegóły                                                            | Szczegóły                 | Szczegóły                                   | Szczegóły                                                                           |
| -------------- | -------------------------------------------------------------------- | ------------------------- | ------------------------------------------- | ----------------------------------------------------------------------------------- |
| Godzina: 18:00 | J. Donskoi (EQ) 13:36 S. Salminen (EQ) 29:14 S. Salminen (PEN) 60:00 | (1:0, 1:2, 0:0, 0:0, 1:0) | 23:14 (PP) O. Möller 37:34 (PP) J. Ericsson | Widzów: 3 469 Sędzia główny: Aleksej Anisimow Sędziowie liniowi: Wiaczesław Bułanow |
| Godzina: 18:00 | 12 min. kar                                                          |                           | 16 min. kar                                 | Widzów: 3 469 Sędzia główny: Aleksej Anisimow Sędziowie liniowi: Wiaczesław Bułanow |

## Klasyfikacja
| Poz. | Zespół    | M | Pkt | Z | WpD | PpD | P | G+ | G- | +/- |
| ---- | --------- | - | --- | - | --- | --- | - | -- | -- | --- |
| 1    | Rosja     | 3 | 9   | 3 | 0   | 0   | 0 | 8  | 4  | +4  |
| 2    | Finlandia | 3 | 4   | 0 | 2   | 0   | 1 | 6  | 6  | 0   |
| 3    | Szwecja   | 3 | 4   | 1 | 0   | 1   | 1 | 10 | 10 | 0   |
| 4    | Czechy    | 3 | 1   | 0 | 0   | 1   | 2 | 8  | 12 | -4  |